# Stefania Owen
Stefania LaVie Owen (15 de dezembro de 1997) é uma atriz neozelandesa-americana. Ela é conhecida por seus papéis como Puddle Kadubic na série de televisão Running Wilde e como Dorrit Bradshaw na série de drama adolescente, The Carrie Diaries. Ela estrelou como Melanie no filme Paper Spiders, como Bear/Ursa na série da Netflix, Sweet Tooth, e como Nicole Chance no suspense psicológico original da Hulu, Chance.

## Vida pessoal
Owen nasceu em 15 de dezembro de 1997, em Miami, Flórida, filha de mãe americana e pai neozelandês. Sua mãe é descendente de cubanos. Owen mudou-se para a Nova Zelândia aos quatro anos, estabelecendo-se em Pauatahanui, um vilarejo a 30 km ao norte da capital Wellington.
Owen mora entre a cidade de Nova York e Wellington. Ela frequentou a escola Pauatahanui, onde ganhou a taça de artes cênicas, o que ajudou a começar sua carreira como atriz. Ela também frequentou a Chilton Saint James School, uma escola particular só para meninas, em Lower Hutt, Wellington. Suas irmãs, Lolo e Carly, a acompanharam lá também, e ela esteve envolvida em muitas produções escolares e aulas de dança.

## Carreira
Owen fez sua estreia como atriz no filme de Peter Jackson de 2009, The Lovely Bones, interpretando Flora Hernandez. De 2010 a 2011, ela interpretou a personagem Puddle Kadubic, na série de comédia da Fox, Running Wilde. Owen co-estrelou como Dorrit, a irmã mais nova rebelde de Carrie Bradshaw, em The Carrie Diaries da The CW, que estreou em 14 de janeiro de 2013.
Ela teve um papel no filme de comédia de terror de 2015, Krampus, dirigido por Michael Dougherty. Ela também interpretou Deedee no filme de drama Coming Through the Rye. Ela estrelou ao lado de Lili Taylor no drama Paper Spiders. Ela também co-estrelou em Messiah como Rebecca em 2020. Em 2021, deu vida a personagem Ursa na série Sweet Tooth, da Netflix.

## Filmografia

### Televisão
| Ano       | Título             | Papel           | Notas                           |
| --------- | ------------------ | --------------- | ------------------------------- |
| 2010–2011 | Running Wilde      | Puddle Kadubic  | Papel principal                 |
| 2011      | Home Game          | Charlotte       | Piloto de televisão não vendido |
| 2013–2014 | The Carrie Diaries | Dorrit Bradshaw | Papel principal                 |
| 2016–2017 | Chance             | Nicole Chance   | Papel principal                 |
| 2018      | I'm Dying Up Here  | Amanda Robbins  | Papel recorrente                |
| 2020      | Messiah            | Rebecca Iguero  | Elenco principal                |
| 2020      | The Wilds          | Becca Gilroy    | Episódio: "Day Sixteen"         |
| 2021–2024 | Sweet Tooth        | Becky / Ursa    | Papel principal                 |

### Cinema
| Ano  | Título                 | Papel             | Notas            |
| ---- | ---------------------- | ----------------- | ---------------- |
| 2009 | The Lovely Bones       | Flora Hernandez   |                  |
| 2015 | Krampus                | Beth              | Elenco principal |
| 2015 | Coming Through the Rye | Deedee            | Elenco principal |
| 2016 | All We Had             | Ruthie Carmichael | Co-protagonista  |
| 2019 | The Cat and the Moon   | Eliza             | Elenco principal |
| 2019 | The Beach Bum          | Heather           | Elenco principal |
| 2021 | Paper Spiders          | Melanie           | Protagonista     |
| 2022 | Don't Make Me Go       | Sandra            |                  |